# Іштуп-Ілум
Іштуп-Ілум (Ішдуб-ілум) (аккад. 𒅖𒁾𒀭; д/н — бл. 2136 до н. е.) — шаканаку (військовий намісник) Марі в 2146/2144—2136 роках до н. е.

## Життєпис
Син шаканаку Ішме-Дагана. Спадкував братові Нур-Меру. Визнав владу Другої династії Лагашу, завдяки чому зберіг свою посаду.
Відомий насамперед значними будівельними роботами, зокрема «Храму володаря країни», який сьогодні відомий як Храм левів (розкопано у 1938 році). Також у 1936 році знайдено його монументальну статую. Вона доволі проста у виконання, обличчя позбавлення витонченості, що характеризує провінційний стиль скульптури того часу. Це свідчить про відсутність в Марі мистецького центру. Наразі статуя знаходиться в Національному музеї Алеппо.
Йому спадкував Ішгум-Адду.